# Taiwanische Badmintonmeisterschaft 1958
Die Taiwanische Badmintonmeisterschaft der Saison 1957/1958 fand in Taipeh statt. Es war die dritte Auflage der nationalen Titelkämpfe von Taiwan im Badminton.

## Titelträger
| Disziplin    | Sieger                       |
| ------------ | ---------------------------- |
| Herreneinzel | Liang Ching Yu               |
| Dameneinzel  | Wang Pao Yue                 |
| Herrendoppel | Kuo Haw Kuan Wang Chi Chet   |
| Damendoppel  | Juke Pao Yuet Lin Shao Chuen |
| Mixed        | Kao Wei Pong Liu Houng Chi   |